# 比尔纳加尔
比尔纳加尔（Birnagar），是印度西孟加拉邦Nadia县的一个城镇。总人口26596（2001年）。

## 人口
该地2001年总人口26596人，其中男性13633人，女性12963人；0—6岁人口3008人，其中男1548人，女1460人；识字率70.42%，其中男性为75.86%，女性为64.71%。